# Alampyris melanophiloides
Alampyris melanophiloides är en skalbaggsart som först beskrevs av Thomson 1868.  Alampyris melanophiloides ingår i släktet Alampyris och familjen långhorningar. Inga underarter finns listade i Catalogue of Life.